# ريان كيد
ريان كيد (بالإنجليزية: Ryan Kidd)‏ (6 أكتوبر 1971 في المملكة المتحدة - ) هو مدرب كرة قدم ولاعب كرة قدم بريطاني في مركز الدفاع. لعب مع بريستون نورث إيند وبورت فايل.

## وصلات خارجية
- ريان كيد على موقع قاعدة بيانات كرة القدم.إي يو (الإنجليزية)
- ريان كيد على موقع Soccerbase.com (لاعب) (الإنجليزية)